# Bartolomeo I della Scala
Bartolomeo I della Scala fou fill d'Albert I della Scala. Fou capità del poble i senyor de Verona el 1301. El 1291 es va casar amb Contança, filla de Conrad d'Antioquia, comte d'Alba.
Va morir a Verona el 7 o 8 de març del 1304. De la seva descendència cal esmentar al seu fill Francesco (mort el 1322) que va rebre alguns feus a Vicenza el 1306). Va dèixar també dos fills naturals: Cecchino (mort el 26 de febrer de 1323, que va estar al servei del seu oncle Cangrande I della Scala) i Bailardino (mort el 1333). Aquest darrer va deixar dos fills, Albert (mort vell el 1392) i Bartolomeo; ambdós degueren assassinar al seu cosí Bartolomeo della Scala il vescovo a Verona el 27 d'agost de 1338. Bartolomeo, mort en data desconeguda, fou canònic de Verona o de Vicenza, va deixar dos fills: Ubertino (mort el 1362) prior de San Zenó, i Joan o Giovanni della Scala, governador de Vicenza el 1354 i mort el 1359.
El va succeir el seu germà Alboí I della Scala.